# Volkmaritz
Volkmaritz ist Teil von Neehausen, einem Ortsteil der Gemeinde Seegebiet Mansfelder Land im Landkreis Mansfeld-Südharz in Sachsen-Anhalt. Östlich liegt das Landschaftsschutzgebiet Laweketal.

## Geschichte
Historisch gesehen war Volkmaritz der Hauptort für Neehausen, Elbitz und die heutige Wüstung Wehlitz. Die romanische Volkmaritzer Bonifatiuskirche war Mutterkirche für die Neehäuser Nikolai-Kirche.
Seit Pfarrer Otto Kleinschmidt (1870–1954), der von 1899 bis 1910 in Volkmaritz wirkte, das große Pfarrhaus nördlich der Kirche bauen ließ, diente Volkmaritz zwischenzeitlich auch als Sitz des Pfarramtes Dederstedt.
Im Zentrum des Ortes steht sehr dominant das 1903 erbaute Gutshaus, das zu DDR-Zeiten als Kulturhaus diente und heute ein Gästehaus beherbergt. Die 1906 erbaute Schule, die später als Dorfkonsum diente, wurde abgerissen.
Am 1. Juli 1950 wurde Volkmaritz nach Neehausen eingemeindet.

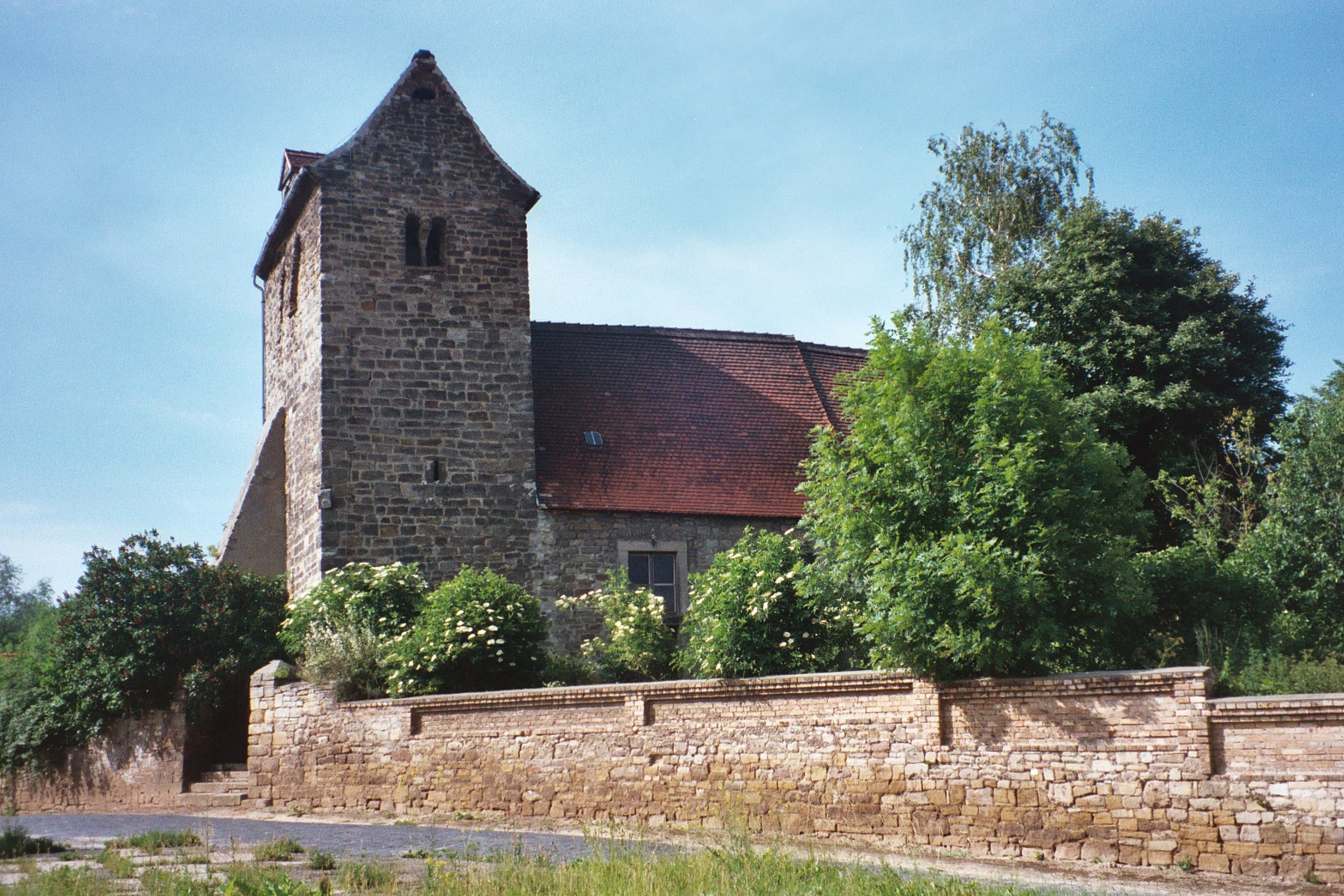
Dorfkirche (2004)
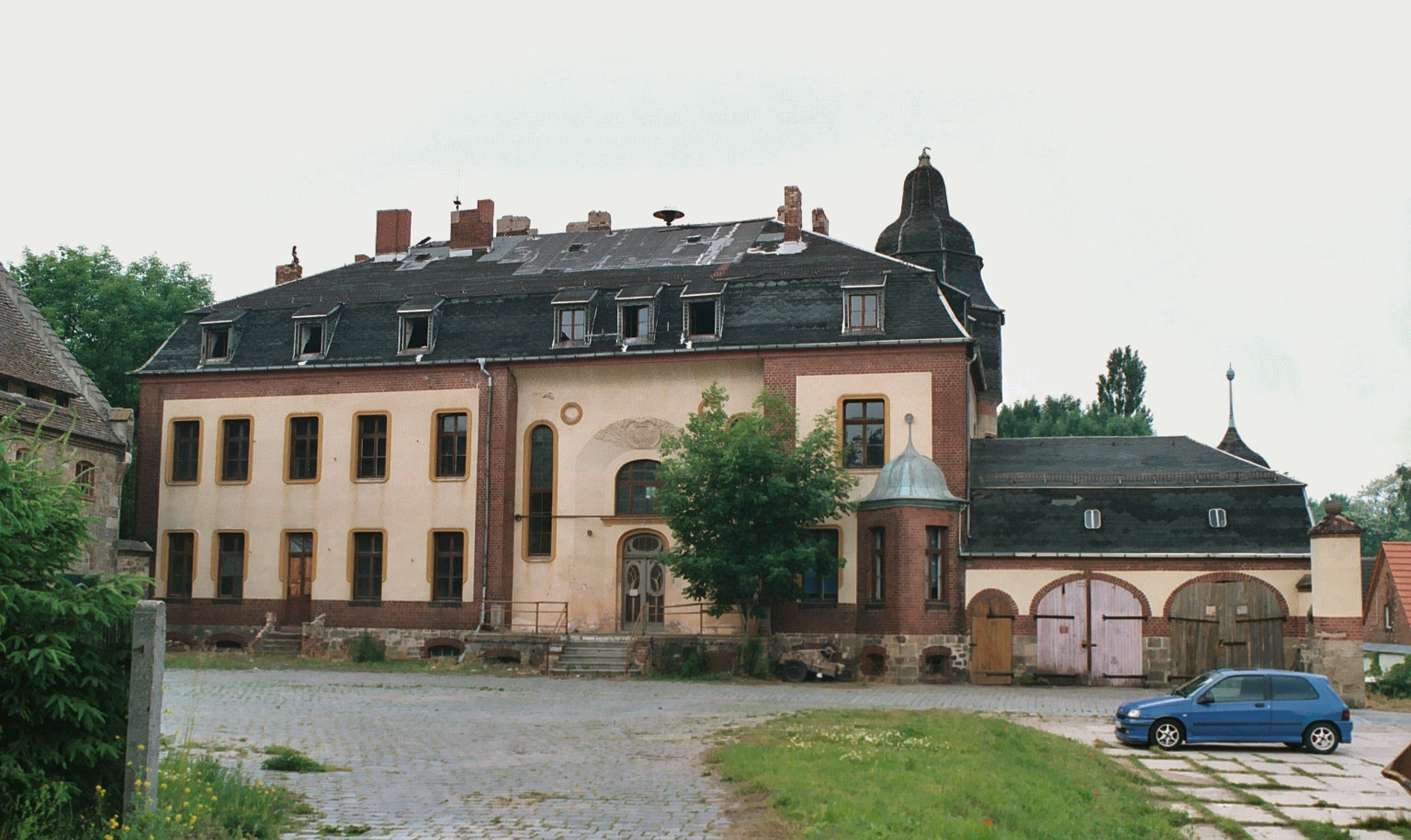
Herrenhaus (2004)

## Persönlichkeiten
- Robert Sommer (* 1883 in Volkamritz; † 1956 in Bad Kreuznach), Verwaltungsjurist und Regierungspräsident von Merseburg